# Месаксуди, Константин Иванович
Константи́н Ива́нович Месаксу́ди (1846, Керчь — 19 февраля (4 марта) 1908) — российский табачный фабрикант и благотворитель греческого происхождения. Потомственный почётный гражданин, гласный Керчь-Еникальской Думы.

## Биография
Потомственный почётный гражданин. Родился в семье купца 2-й гильдии Ивана (Яни) Христофоровича Месаксуди (1775—1875), который по одним данным был водовозом, по другим — виноторговцем.
О ранней жизни известно мало. Существуют несколько противоречивых (во многом легендарных) версий, согласно одной из которых Месаксуди занимался в Крыму археологией и нашёл клад золотых монет, а по другой был контрабандистом и незаконно поставлял в Россию табак из Турции. Разбогатев, открыл в 1867 году небольшую табачную фабрику на углу Воронцовской и Дворянской улиц (возможно, выкупил уже существовавшее предприятие), которая к началу 1880-х годов стала крупнейшей в Керчи. В 1881 году на фабрике работали 82 человека, а её доля в общем производстве товаров промышленных предприятий города составляла 4 %. Уже в те годы продукция поставлялась не только на внутренний рынок Таврической губернии, но и в другие части Российской империи, в частности — в Санкт-Петербург, Москву, Киев, Харьков. Сам Константин Иванович стал купцом первой гильдии.

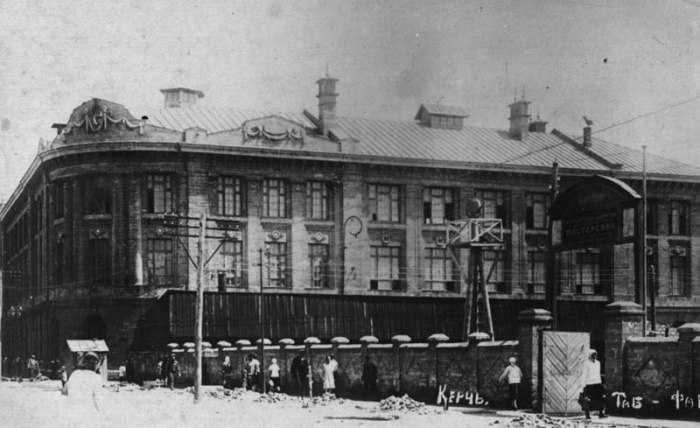
Новое здание табачной фабрики Месаксуди в Керчи (1915), в советское время «VI-я государственная табачная фабрика „Памяти 9 ноября 1920 года“», после войны здание передано Керченскому судоремонтному заводу

Фабрика «К. И. Месаксуди и сын» производила несколько марок курительного табака и папирос, которые пользовались большим успехом у современников. При производстве использовались несколько видов турецкого и кавказских табаков — последние закупались в районе Сухуми, Гудауты, Адлера и Туапсе, где компания создала сеть собственных складов, а также приобрела несколько имений. К началу XX века фирма Месаксуди вышла на первое место по объёму производства в Таврической губернии. В 1896—1897 годах на фабрике работало более 260 человек, ежедневно производилось около 18 000 пачек табака и 500 пачек папирос. Годовой оборот компании составлял в 1898—1899 годах 456 000 рублей. На момент смерти Константина Ивановича в 1908 году основной капитал основанной им компании оценивался в 2,5 миллиона рублей, а вклады семьи в различных российских банках составляли 685 737 рублей и 36 копеек; у самого отца семейства в берлинском Дойче банке был вклад на 2 500 927 марок 65 пфеннигов. Значимость компании Мексасуди для местной экономики была столь высока, что во время всероссийской стачки в 1905 году Крымский союз РСДРП выпустил особую листовку: «Бойкотируйте Месаксуди».
К. И. Месаксуди занимался большой общественной деятельностью. В 1863 году он был избран в состав Временной межевой комиссии при Городской управе Керчи. 29 ноября 1872 года был впервые избран гласным Керчь-Еникальской городской думы, позднее переизбирался в 1876 и 1880 годах. 3 декабря 1876 года был избран членом Керченской торговой депутации на срок в четыре года. В январе 1880 стал Почетным попечителем Керченской Александровской гимназии, вплоть до 1883 года. С 1 января 1880 года Месаксуди был утвержден кандидатом от купечества в Керченский коммерческий суд. 25 июня 1880 года высочайшим повелением он был утвержден в должности Директора Керченского попечительского комитета о тюрьмах. Керчь-Еникальская городская дума 19 ноября 1880 года избрала его членом Керченской торговой депутации. 27 октября 1883 года он был избран прихожанами Керченской Свято-Предтеченской церкви и утвержден Епархиальным начальством старостой храма, занимал эту должность до 25 ноября 1887 года. 14 февраля 1888 года императрица утвердила К. И. Месаксуди в звании Почетного члена Керченского городового попечительства детских приютов.

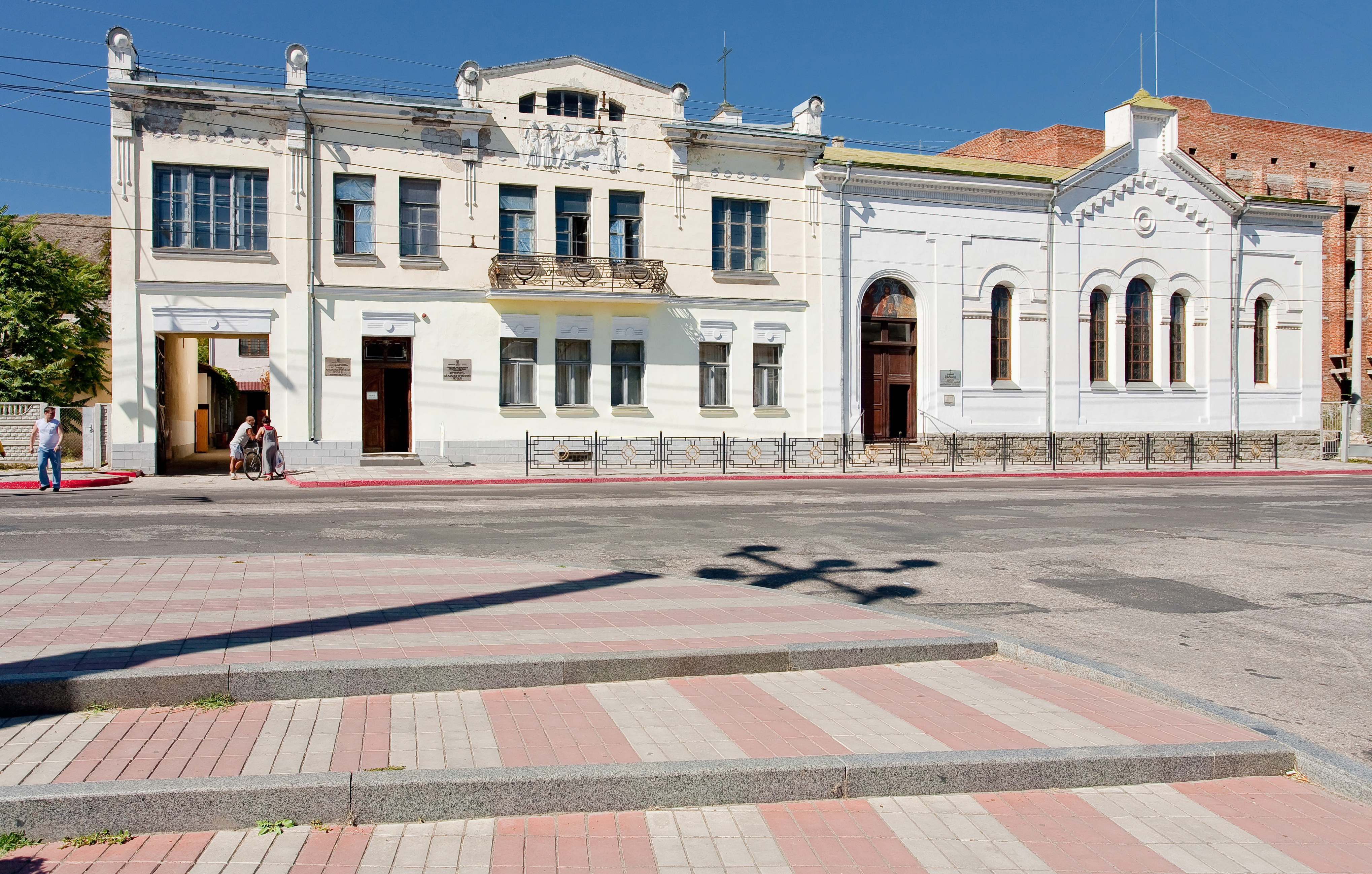
Особняк Константина и Петра Месаксуди, Керчь, ул. Свердлова, 16.

В 1900 году он стал членом Правления попечительства об учащихся в керченских гимназиях, а в 1901 году вновь избран гласным Керченской городской управы.
Благодаря Константину Ивановичу было обнаружено несколько древних памятников. В июле 1886 года при рытье котлована для его дома были случайно обнаружены два пьедестала из белого мрамора — на одном имелась надпись на древнегреческом языке из шести, на другом — из одиннадцати строк. Оба были переданы в Эрмитаж, где они хранятся до сего дня. Сын предпринимателя Пётр Константинович Месаксуди стал археологом, вкладывал средства в проведение раскопок, а со 2 января 1919 года был директором Керченского музея древностей.

Константин Иванович Месаксуди был также известен в Таврической губернии как благотворитель. При поддержке владельца на его фабрике была основана касса взаимопомощи, рабочим и служащим перед Пасхой выдавались «наградные»: рабочим — в размере двухнедельного, а служащим — в размере месячного оклада. Он был также старостой церкви во имя Святого Николая Чудотворца при Керченской мужской гимназии.
Сам Константин Месаксуди и члены его семейства владели большим количеством недвижимости в Керчи и других южных городах Российской империи. Их дома возводились известными архитекторами в престижных местах. В 1893 году Константин Иванович приобрел место по ул. Босфорской (ныне ул. Свердлова, 22) и построил двухэтажный особняк, который позднее перешел во владение сына — Петра Константиновича (ныне в этом здании располагается историко-археологический музей). Другой особняк, перешедший во владение сына — Владимира Константиновича, был построен на Воронцовской улице (ныне ул. Ленина, 8; в этом здании расположено городское управление МВД). Кроме этого К. И. Месаксуди принадлежали корпуса магазинов по Александровской набережной, Дворянской, Спицынской, Ново-Карантинной, Магистральной, Строгановской, Воронцовской и другим улицам города. Не сохранилась дача Месаксуди в Ялте. 

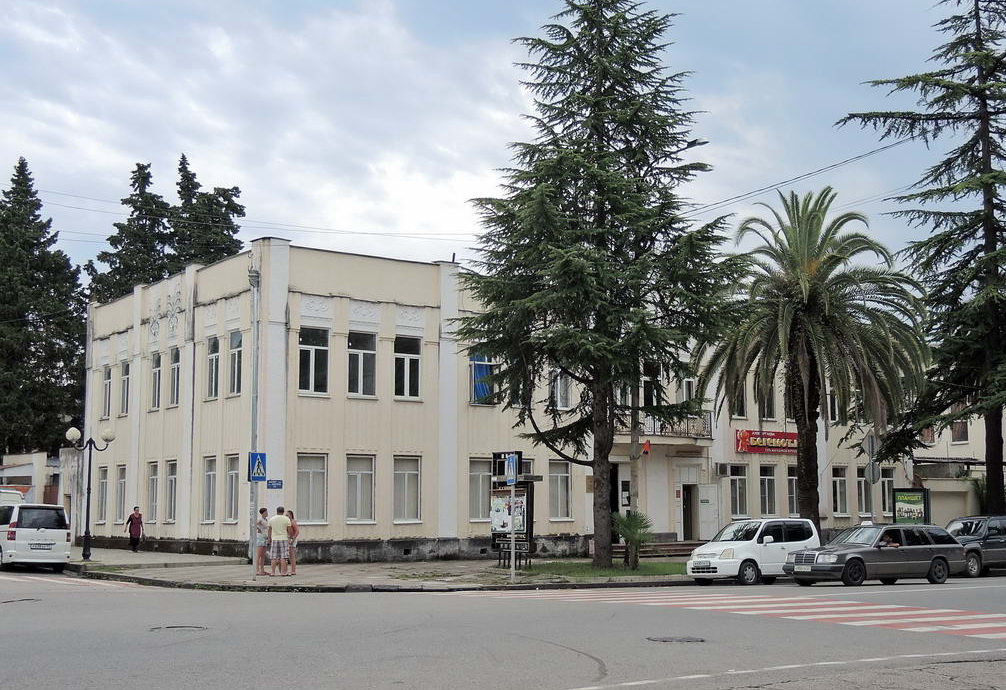
Дом К. Месаксуди, 1907 году, архитектор В. Г. Щегловский. Проспект Леона 16/41, Сухум

Незадолго до смерти, в 1907 году, по проекту архитектора В. Г. Щегловского Константин Месаксуди построил в Сухуме, где находился сырьевой центр его бизнеса, дом с помещением конторы. В настоящее время он находится по адресу проспект Леона 16/41.
Константин Иванович Месаксуди умер 19 февраля (4 марта) 1908. 
Он был захоронен в часовне на кладбище при Храме Святого Иоанна Предтечи, она была снесена в годы советской власти.
В 2005 году по инициативе одного из потомков Константина Ивановича В. В. Месаксуди на здании бывшей фабрики в Керчи (современный адрес — улица Кирова, 22, Керченский судоремонтный завод) была открыта мемориальная доска в память о её основателе.

## Награды
- благословение Святейшего правительствующего синода в грамоте от 22 марта 1887 года — За «усердную и полезную службу»,
- орден Святого Станислава 3-й степени,
- шейная золотая медаль «За усердие» на Станиславской ленте,
- монаршья благодарность за пожертвования в пользу керченского детского приюта,
- орден Святой Анны 3-й степени (18 февраля 1893)[8].

## Семья
- Братья  — Пётр и Христофор[15]
- Жена — Мария Константиновна, урождённая Лебеши[15][16]
- Дети[16]:
  - Григорий Константинович (1866 −1915) — предприниматель, табакоторговец
  - Владимир Константинович  (1871 - 3.03.1939)— предприниматель, табакоторговец
  - Дмитрий Константинович (02.10.1874 — 04.01.1951) — предприниматель, табакоторговец
  - Александр Константинович, (4 апреля 1869 — 10 мая 1930) — полковник Отдельного корпуса пограничной стражи, участник Белого движения[17].
  - Пётр Константинович (01.02.1875 — 1952) — юрист, российский археолог и музейный деятель, директор Керченского музея древностей
  - Иван Константинович (28.01.1877 — 1952),
  - Екатерина Константиновна (умерла в детстве),
  - Елена Константиновна(1873 — ?),
  - Надежда Константиновна (24.07.1879 — 25.05.1955)